# Willem Alting (schulte)
Willem Alting († circa 1616) was een Nederlandse schulte.
Alting was als Willem Jacobs afkomstig uit het Drentse Exloo. Hij trouwde met Hinderkien Alting, de dochter van de schulte van Eelde Johan Alting. Zijn schoonvader was in 1582 overleden en als schulte opgevolgd door diens broer Rudolf Alting. Deze was na zijn overlijden opgevolgd door Herman van Pietershagen en vervolgens door Herman Wessel. Toen deze laatste koos voor een militaire loopbaan werd Willem Jacobs, die inmiddels de naam van zijn vrouw Alting had aangenomen, in 1604 benoemd tot schulte van Eelde. Hij werd omstreeks 1616 opgevolgd door zijn zoon Johan als schulte van Eelde.